# Niki Wories
Niki Wories (ur. 18 czerwca 1996 w Almere) – holenderska łyżwiarka figurowa, startująca w konkurencji solistek. Uczestniczka mistrzostw świata i Europy, medalistka zawodów międzynarodowych oraz 5-krotna mistrzyni Holandii (2015, 2016, 2018–2020).

## Osiągnięcia
| Zawody                                | 07–08          | 08–09          | 09–10          | 11–12          | 12–13          | 13–14          | 14–15          | 15–16          | 16–17          | 17–18          | 18–19          | 19–20          | 20–21          | 21–22          |                |                |                |
| Międzynarodowe                        | Międzynarodowe | Międzynarodowe | Międzynarodowe | Międzynarodowe | Międzynarodowe | Międzynarodowe | Międzynarodowe | Międzynarodowe | Międzynarodowe | Międzynarodowe | Międzynarodowe | Międzynarodowe | Międzynarodowe | Międzynarodowe | Międzynarodowe | Międzynarodowe | Międzynarodowe |
| ------------------------------------- | -------------- | -------------- | -------------- | -------------- | -------------- | -------------- | -------------- | -------------- | -------------- | -------------- | -------------- | -------------- | -------------- | -------------- | -------------- | -------------- | -------------- |
| Mistrzostwa świata                    |                |                |                |                |                |                | 32             | 22             | WD             |                |                | —              |                |                |                |                |                |
| Mistrzostwa Europy                    |                |                |                |                |                |                | 31             | 20             | WD             |                |                | 35             |                |                |                |                |                |
| CS Autumn Classic International       |                |                |                |                |                |                |                |                |                |                | 14             | 13             |                |                |                |                |                |
| CS Finlandia Trophy                   |                |                |                |                |                |                |                |                |                |                |                | 17             |                |                |                |                |                |
| CS Golden Spin of Zagreb              |                |                |                |                |                |                |                | 9              |                |                | 16             | 12             |                |                |                |                |                |
| CS Nebelhorn Trophy                   |                |                |                |                |                |                |                | 15             |                | 26             |                |                |                |                |                |                |                |
| CS Warsaw Cup                         |                |                |                |                |                |                |                |                |                |                |                |                |                | 16             |                |                |                |
| Bavarian Open                         |                |                |                |                |                |                | 3              |                |                |                | 12             | 3              |                |                |                |                |                |
| Bosphorus Istanbul Cup                |                |                |                |                |                |                |                |                |                |                | 3              |                |                |                |                |                |                |
| International Challenge Cup           |                |                |                |                |                |                | 3              |                | 18             | 11             | 7              | 7              |                |                |                |                |                |
| Crystal Skate of Romania              |                |                |                |                |                |                |                |                |                |                | 9              |                |                |                |                |                |                |
| Mentor Toruń Cup                      |                |                |                |                |                |                |                |                |                | 1              | 10             |                |                |                |                |                |                |
| NRW Trophy                            |                |                |                |                |                |                |                | 7              |                |                |                |                |                |                |                |                |                |
| Tallinn Trophy                        |                |                |                |                |                |                |                |                |                |                |                | 12             |                |                |                |                |                |
| Międzynarodowe: Kategorie młodzieżowe |                |                |                |                |                |                |                |                |                |                |                |                |                |                |                |                |                |
| Mistrzostwa świata juniorów           |                |                |                |                |                |                | 23             |                |                |                |                |                |                |                |                |                |                |
| JGP na Łotwie                         |                |                |                |                |                | 24             |                |                |                |                |                |                |                |                |                |                |                |
| JGP w Niemczech                       |                |                |                |                |                |                | 24             |                |                |                |                |                |                |                |                |                |                |
| Bavarian Open                         |                |                |                |                |                | 14 J           |                |                |                |                |                |                |                |                |                |                |                |
| Coupe Printemps                       |                |                |                | 23 J           |                |                |                |                |                |                |                |                |                |                |                |                |                |
| International Challenge Cup           |                | 16 AN          |                |                |                | 9 J            |                |                |                |                |                |                |                |                |                |                |                |
| Merano Cup                            | 19 AN          |                |                |                |                |                |                |                |                |                |                |                |                |                |                |                |                |
| NRW Trophy                            |                | 7 AN           |                |                | 18 J           | 15 J           | 9 J            |                |                |                |                |                |                |                |                |                |                |
| Open d’Andorra                        |                |                |                |                |                |                | 6 J            |                |                |                |                |                |                |                |                |                |                |
| Krajowe                               |                |                |                |                |                |                |                |                |                |                |                |                |                |                |                |                |                |
| Mistrzostwa Holandii                  |                |                | 8 J            | 4 J            | 1 J            | 2              | 1              | 1              | 2              | 1              | 1              | 1              |                |                |                |                |                |